# Quasikristall

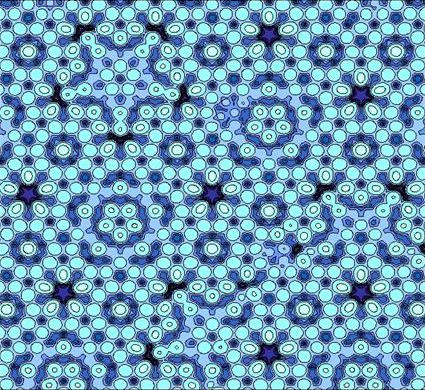
Atommodell eines Al-Pd-Mn Quasikristalls

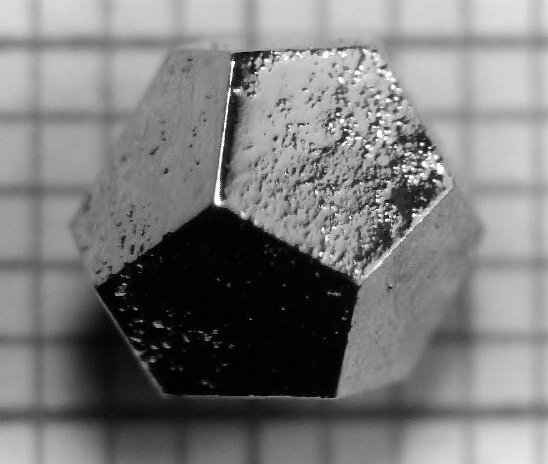
Foto eines Ho-Mg-Zn-Quasikristalls

In Quasikristallen sind die Atome bzw. Moleküle in einer geordneten, aber aperiodischen Struktur angeordnet. Experimentell entdeckt wurden sie 1982 von Daniel Shechtman, dem dafür 2011 der Chemie-Nobelpreis zugesprochen wurde. Auf seine Entdeckung geht die Bezeichnung Shechtmanit zurück. Mathematisch wurden diese Strukturen zuerst von Peter Kramer und Roberto Neri 1984 beschrieben. Wesentlich zu ihrer Strukturaufklärung trugen auch Paul Steinhardt und Dov Levine 1984 bei. Mit der quasiperiodischen Struktur sind spezielle physikalische Eigenschaften dieser Stoffgruppe verbunden.

## Geschichte
1982 entdeckte Dan Shechtman bei der Kristallstrukturanalyse einer schnell abgekühlten Aluminium-Mangan-Legierung (14 % Mangan) eine ungewöhnliche Struktur im Beugungsbild (Röntgen- bzw. Elektronenbeugung). Diese besaß die Punktgruppensymmetrie m 3 5 und damit die Symmetrie eines Ikosaeders. Dies ist für kristalline Substanzen sehr ungewöhnlich, da bei dieser Symmetrie keine Gitterverschiebungen möglich sind und damit keine periodische Struktur, wie für die Definition eines Kristalles nötig, vorhanden ist.
Mathematisch wurden ikosaedrische Quasikristalle erstmals 1984 von Peter Kramer und Roberto Neri konstruiert. Später prägten
Dov Levine und Paul Joseph Steinhardt für diesen neuen Phasentyp den Begriff „Quasikristall“ und verglichen die bei der Strukturanalyse gefundenen Daten mit mathematischen Modellen.
Ein früher Pionier der Quasikristalle war auch Alan Mackay in Großbritannien, der schon 1962 eine Arbeit über Ikosaeder-Kugelpackungen publizierte (eine Packung mit fünfzähliger Symmetrie) und Anfang der 1980er Jahre Penrose-Parkettierungen in der Kristallographie anwandte. Dafür erhielt er mit Levine und Steinhardt 2010 den Oliver E. Buckley Condensed Matter Prize.

## Muster in Quasikristallen

Eine Penrose-Parkettierung

In einem normalen Kristall sind die Atome bzw. Moleküle in einer periodischen Struktur angeordnet. Diese Struktur wiederholt sich in jeder der drei Raumrichtungen, ähnlich wie Honigwaben sich in zwei Raumrichtungen wiederholen: jede Zelle ist von Zellen umgeben, die ein identisches Muster bilden.
In einem Quasikristall dagegen sind die Atome bzw. Moleküle nur „quasiperiodisch“ angeordnet. Lokal befinden sich die Atome in einer regelmäßigen Struktur (typische Atomcluster in der Nahordnung). Auch im globalen Maßstab ist eine Fernordnung vorhanden, aber durch die Aperiodizität schwer überschaubar. Jede Zelle ist von einem jeweils anderen Muster umgeben.
Eine Struktur, welche zwar in einem gewissen Raumbereich quasiperiodisch ist, dann aber als Einheit periodisch fortgesetzt wird, bezeichnet man als Approximanten. Solche Approximanten spielen bei der Simulation quasiperiodischer Materialien eine große Rolle.
Besonders bemerkenswert an den Quasikristallen ist, dass sie eine fünf-, acht-, zehn- oder zwölfzählige Symmetrie aufweisen; in einem normalen Kristall sind nur ein-, zwei-, drei-, vier- und sechszählige Symmetrien möglich.  Vor der Entdeckung der Quasikristalle nahm man an, dass eine fünfzählige Symmetrie schon deshalb nie auftreten könne, weil es nicht möglich ist, den Raum entsprechend periodisch zu füllen.
Die Entdeckung der Quasikristalle half dabei, neu zu definieren, was das Wesen eines Kristalls ausmacht. Quasikristalle haben keine periodischen Strukturen, aber sie besitzen scharfe Beugungspunkte. Es existiert eine wichtige Beziehung zwischen den Quasikristallen und den Penrose-Parkettierungen, die Roger Penrose bereits vor der Entdeckung der Quasikristalle gefunden hatte: Wenn man einen Quasikristall geeignet schneidet, zeigt die Schnittfläche genau das Muster einer Penrose-Parkettierung.

## Geometrische Interpretation
Ein periodisches Muster (ein Gitter) kann man komplett um einen bestimmten Abstand so verschieben, dass jeder verschobene Gitterpunkt bzw. jedes Atom in einem Kristall genau die Stelle eines entsprechenden Punkts im Originalmuster einnimmt. Eine solche Verschiebung (Translation) muss bei einem herkömmlichen Kristallgitter sogar in mehreren unterschiedlichen Richtungen möglich sein. 
In einem quasiperiodischen Muster ist eine derartige komplette Parallelverschiebung des Musters nicht möglich, egal welchen Abstand man wählt. Allerdings kann man jeden beliebigen Ausschnitt, egal welche Größe er hat, so verschieben, dass er (ggf. nach einer Rotation) deckungsgleich mit einem entsprechenden Ausschnitt ist.
Es gibt eine Beziehung zwischen periodischen und quasiperiodischen Mustern. Jedes quasiperiodische Muster aus Punkten kann aus einem periodischen Muster einer höheren Dimension geformt werden: Um zum Beispiel einen dreidimensionalen Quasikristall zu erzeugen, kann man mit einer periodischen Anordnung von Punkten in einem sechsdimensionalen Raum beginnen. Der dreidimensionale Raum sei ein linearer Unterraum, der den sechsdimensionalen Raum in einem bestimmten Winkel durchdringt. Wenn man jeden Punkt des sechsdimensionalen Raumes, der sich innerhalb eines bestimmten Abstandes zum dreidimensionalen Unterraum befindet, auf den Unterraum projiziert und der Winkel eine irrationale Zahl darstellt, wie zum Beispiel der Goldene Schnitt, dann entsteht ein quasiperiodisches Muster.
Jedes quasiperiodische Muster kann auf diese Weise erzeugt werden. Jedes Muster, das man auf diese Weise erhält, ist entweder periodisch oder quasiperiodisch. Dieser geometrische Ansatz ist nützlich, um physikalische Quasikristalle zu analysieren. In einem Kristall sind Gitterfehler Stellen, an denen das periodische Muster gestört ist. In einem Quasikristall sind das Stellen, wo der dreidimensionale Unterraum gebogen, gefaltet oder gebrochen ist, wenn er den höherdimensionalen Raum durchdringt.

## Vorkommen
Quasikristalle kommen in vielen dreidimensionalen Legierungs-Systemen vor. Die meisten Legierungen, die Quasikristalle enthalten, sind thermodynamisch instabil, können also nur durch schnelle Abkühlung gebildet werden und wandeln sich beim erneuten Erhitzen in stabilere Kristalle um. Es existieren jedoch auch eine Reihe von thermodynamisch stabilen Legierungen, die quasikristallin aufgebaut sind. Es handelt sich dabei in der Regel um ternäre Legierungen, also solche mit drei Legierungselementen und den Elementen Aluminium, Zink, Cadmium oder Titan als Hauptbestandteil. Diese Legierungen – und solche mit „benachbarten“ Konzentrationen – sind oft amorph (bzw. zunächst amorph, vor der eigentlichen Kristallisierung). Amorphe Systeme sind also oft Konkurrenten zu den Quasikristallen (Konkurrenz von sog. α-Phasen und sog. i-Phasen).
Zu den seltenen Zwei-Element-Systemen mit quasikristalliner Struktur zählen Cd5,7Yb, Cd5,7Ca in ikosaedrischer Struktur und Ta1,6Te in einer dodekaedrischen Struktur. Da die quasikristalline Struktur in der Regel nur in einem sehr engen Mischungsbereich der Elemente stabil ist, kann man Quasikristalle auch zu den intermetallischen Verbindungen zählen.
Bislang sind mit Ikosaedrit und Decagonit zwei natürlich vorkommende quasikristalline Minerale bekannt. Es handelt sich dabei um Aluminium-Kupfer-Eisen- beziehungsweise Aluminium-Nickel-Eisen-Legierungen, die auf der Tschuktschen-Halbinsel in Russland gefunden wurden und aus dem Meteoriten Khatyrka stammen.
Im Jahr 2021 gab ein Team um den Physiker Paul Steinhardt bekannt, in Trinitit, das bei der ersten Atomexplosion der Geschichte (Trinity-Test) am 16. Juli 1945 entstanden war, den bisher unbekannten, von einem Kupfertropfen umhüllten Quasikristall Si61Cu30Ca7Fe2 mit fünfzähliger Symmetrie entdeckt zu haben. Das Kupfer stammt von einem bei dem Test verwendeten Elektrokabel. Es handelt sich um den ältesten bekannten anthropogenen Quasikristall.

## Physikalische Eigenschaften
Quasikristalle besitzen im Vergleich zu kristallinen Metallen oft anomale Eigenschaften. Die folgende Tabelle zieht einen groben Vergleich zwischen diesen beiden Stoffgruppen:
| Eigenschaften | Kristalline Metalle                                                  | Quasikristalle                                                           |
| ------------- | -------------------------------------------------------------------- | ------------------------------------------------------------------------ |
| Elektrisch    | - hohe Leitfähigkeit - Widerstand nimmt mit steigender Temperatur zu | - niedrige Leitfähigkeit - Widerstand nimmt mit steigender Temperatur ab |
| Thermisch     | - hohe thermische Leitfähigkeit - große spezifische Wärmekapazität   | - niedrige thermische Leitfähigkeit - kleine spezifische Wärmekapazität  |
| Magnetisch    | - paramagnetisch oder ferromagnetisch                                | - diamagnetisch                                                          |
| Optisch       | - mit Drude-Theorie beschreibbar                                     | - nicht mit Drude-Theorie beschreibbar                                   |
| Mechanisch    | - elastisch und formbar                                              | - fest und spröde                                                        |

Gerade die bemerkenswert niedrigen spezifischen Leitfähigkeiten von {\displaystyle \sigma =50...400\,\mathrm {S/cm} } in ikosaedrischen Quasikristallen im Vergleich zu metallischen Verbindungen, haben das Interesse der Festkörperphysikforschung geweckt. Betrachtet man die elektronische Zustandsdichte der Quasikristalle, so zeigt sich, dass bei der für die Leitfähigkeit so wichtigen Fermi-Energie ({\displaystyle E_{\mathrm {F} }}) nur eine geringe Elektronendichte vorliegt. Man spricht auch von einer sogenannten Pseudolücke bzw. einem Pseudogap (in Anlehnung an wirkliche Energielücken wie bei Halbleitern oder Isolatoren) der Zustandsdichte bei {\displaystyle E_{\mathrm {F} }}. Diese Pseudogaps sind ein universelles Merkmal der Quasikristalle.
Die Ursache der Pseudogaps und damit auch der anomalen Transporteigenschaften liegen in der Ausprägung von (für Metallverbindungen unüblichen) kovalenten Bindungen. Bei dieser Bindungsart sammelt sich elektronische Dichte auf den Verbindungslinien zwischen den Atomen und führt zu einem starren, unbeweglichen und damit nicht zum elektronischen Transport beitragenden Netzwerk an Elektronendichte.
Bei kristallinem Silizium und Kohlenstoff in der Diamantstruktur existieren diese kovalenten Bindungen zwischen allen benachbarten Atomen und führen damit zur halbleitenden bzw. isolierenden Eigenschaft dieser Materialien. Da sich bei den Quasikristallen das kovalente Netzwerk nur zwischen bestimmten Atomen ausbildet, bleibt im komplementären Subnetzwerk noch eine „restliche“ Elektronendichte, welche nicht kovalent gebunden ist und frei zum elektronischen Transport beitragen kann. Damit liegen in Quasikristallen sowohl metallische als auch kovalente Bindungen zwischen den Atomen vor.

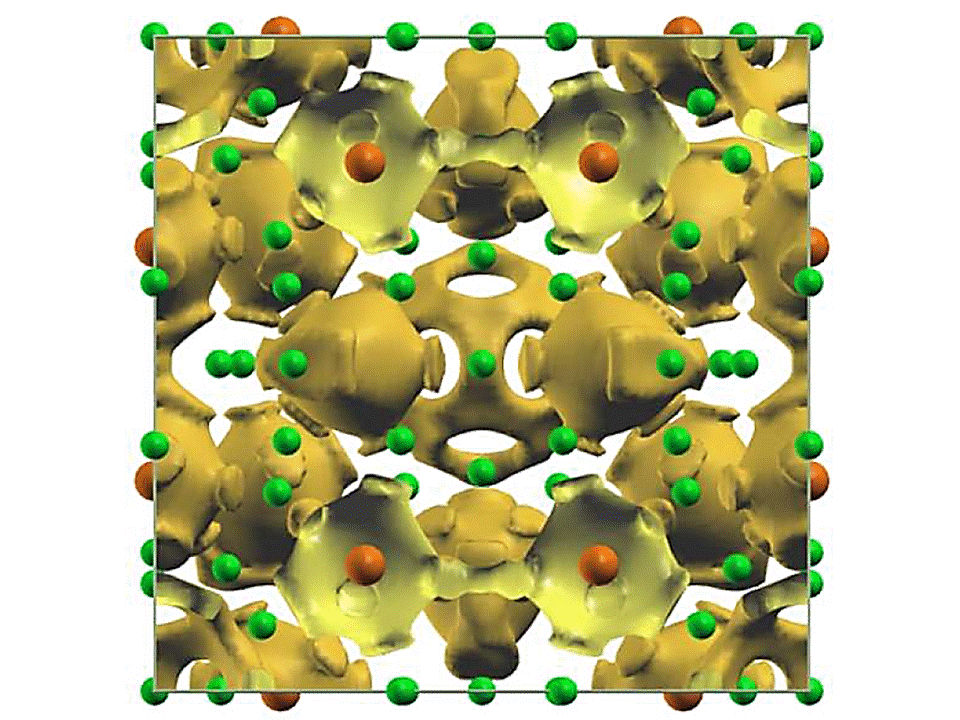
Isoflächen-Darstellung der Valenzelektronendichte des AlMn-1/1-Approximanten. Grün = Al-Atome und Braun = Mn-Atome.

Im nebenstehenden Bild sind Isoflächen der Valenzelektronendichte eines AlMn-1/1-Approximanten dargestellt. Hier sind zwischen den Mangan-Atomen deutlich kovalente Bindungen in Form von „Brücken zwischen den Rumpfionen“ zu erkennen.
Die Zusammenhänge zwischen der quasikristallinen Struktur und den physikalischen Eigenschaften aufzudecken, ist ein andauernder Prozess der modernen Forschung. Aus der Sichtweise der Energiestabilisierung kann man das kovalente Netzwerk aus den Valenzelektronen herausrechnen und für die Restmenge der Valenzelektronen versuchen, Regeln aufzustellen, welche auch schon bei Metallen Anwendung finden. Den nach Hume-Rothery benannten Regeln für die Zusammensetzung stabiler metallischer Legierungen folgend, wurde in verschiedenen Ansätzen versucht, solche Regeln auch für stabile Quasikristalle zu entwickeln.

## Verwendung
Verschiedene Anwendungen quasikristalliner Verbindungen werden untersucht:
- Kompositmaterialien, in denen Legierungen zur Verbesserung bestimmter Eigenschaften quasikristalline Verbindungen beigemischt werden. So ermöglichen Quasikristalle als Zuschlagstoffe einen sehr festen, duktilen, korrosions- und alterungsbeständigen Stahl. Er ist vor allem für medizinische Geräte interessant, etwa in der Chirurgie oder Akupunktur.[20] Auch Aluminiumlegierungen können durch den Zuschlag von Quasikristallen in ihren Eigenschaften verbessert werden, etwa der Festigkeit bei hohen Temperaturen oder der Verformbarkeit.[7]
- quasikristalline Beschichtungen; sie ermöglichen durch ihre Härte und Oxidationsstabilität einen besonders geringen Abrieb und eine geringe Haftung. Dies ist für Bratpfannen von Interesse, daher werden Quasikristall-Beschichtungen als Alternative zu Edelstahlpfannen und Polytetrafluorethylen-Beschichtungen untersucht.[7]
- in der Katalyse werden quasikristalline Verbindungen als mögliche Katalysatoren untersucht, so eine quasikristalline Aluminium-Kupfer-Eisen-Legierung für die Dampfreformierung von Methanol.[7]